# باشگاه فوتبال هورنچورج
باشگاه فوتبال هورنچورج (به انگلیسی: Association Football Club Hornchurch) یک باشگاه فوتبال در شهر هورنچورچ، کشور انگلستان است که در سال ۲۰۰۵ میلادی تأسیس شده‌است.